# 貿易理論
貿易理論（ぼうえきりろん、英: international trade theory、英: international trade）は国を越える商品取引を分析する経済学の分野をいう。国際的な金融取引を中心にする国際マクロとともに国際経済学の二大分野を構成する。略称として貿易論と呼ばれることも多い。国際貿易論ともいう。これは英語の"international trade"の直訳である。英語の"trade"は単に取引という意味もあり、"international"という形容語をつけないと、貿易という意味にならない。

## 理論
国際貿易の一般理論には、リカード型(リカード・モデル)のものとヘクシャー・オリーン型(HOモデル)のものと2種類ある。また、産業内貿易の発生を説明する新貿易理論、企業ごとの行動に注目する新新貿易理論も提唱されている。近年では、部品供給ネットワークによる多数国に跨るネットワーク型生産が数量的にも比率的にも増大している。これをBaldwinはThe Second Unbundlingと呼んでいる。ネットワーク型生産の貿易理論として新国際価値論が提唱されている。さらに2国間の貿易量を説明する重力理論なども提唱されている。

### リカード・モデル
デヴィッド・リカードが『経済学と課税の原理』(1817;1819;1821)の第7章で提示した数値例が起源となっている。リカードは、ここでイギリスとポルトガルの毛織物と葡萄酒生産にかかわる4つの数字を示した。ポール・サミュエルソンは、それを「4つの魔法の数字」と呼んだ。ポルトガルの生産性が両産業においてイギリスより高いのに、両国の間には貿易が成立すること、それが両国にとって利益があることが重要である(貿易の利益)。貿易は、絶対優位ではなく、比較優位の違いにより生ずると説明した。
比較優位の原理は、比較生産費説とも呼ばれる。この原理については、興味深い挿話が伝えられている。原子物理学者のスタニスワフ・ウラムが「経済学の定理などはすべて自明のものだ」とサミュエルソンをからかったことがあった。サミュエルソンはすぐに答えられなかったが、後に与えた答えが比較優位の原理だった。経済学が 「4つの数字」を巡るリカードの解説については、長い間、間違った解釈がなされてきた。

#### 資本財の投入
リカード・モデルは、普通、2国2財1要素で示される。各国には1種類だけの労働力があり、資本も労働力の移動もないと仮定される。生産には労働のみが投入される純粋労働投入経済が想定されると説明されるが、それはリカードの意図したものではない。これは最も頻繁に見られるリカード理論に関する誤解である。マッケンジーが指摘するように、最終財のみが貿易される場合、財に体化された労働量について考えることにより、リカード貿易理論は成立する。

#### 多数国多数財モデル
多数国多数財のリカード型貿易理論は、1950年代末にライオネル・マッケンジーやロナルド・ジョーンズにより研究された。2国で財の数が連続濃度(無限)である場合がルディガー・ドーンブッシュ・スタンレー・フィッシャー・ポール・サミュエルソンにより考察された。

#### 投入財貿易
中間財貿易ともいう。原材料を輸入し、それを加工して再輸出することは、日本が明治時代から行なってきた貿易の基本形態であり、それは日本の以外の多くの国にも当てはまる。A国の生産物をB国に輸出し、それをB国の生産に投入する場合に、その財を投入財あるいは中間財という。同一種類の財が、最終財と投入財と2様の使われ方をする場合がある。マッケンジーは、綿花が輸入されず、もしイギリスで綿栽培が必要だったとしたら、ランカシャーで綿工業が起こることはなかったであろうことを指摘して、中間財貿易の重要性を強調した。ポール・サミュエルソンは、最終財を貿易する利益と区別して、投入財を貿易することにより生まれる利益をスラッファ・ボーナスと呼んだ。経済のグローバル化が進行し、世界中からより良いものをより安く調達・生産する世界最適調達(optimization of global sourcing, optimization of worldwide procurement)では、中間財貿易の重要性はますます増大している。
投入財貿易の理論は、投入財の貿易により、各国の賃金率が複雑に関係するためジョーンズらも成功しなかった。投入財貿易のリカード型一般理論は、塩沢由典により2007年に発表された。塩沢は、投入財の貿易のない「リカード貿易経済」と投入財の貿易のある「リカード・スラッファ貿易経済」とを分けている(『リカード貿易問題の最終解決』第2章第5節)。後者は前者を含むが、後者には前者にはない特性がある。2つの貿易経済の区別は、同書以前ではなされていない。塩沢の理論は、M国・N財の場合を扱えるだけでなく、技術選択を内包しているので、各国の技術の進歩にも対応できる一般的理論である。したがって、それはアウトソーシング、グローバル・ソーシング、中間財貿易、アンバンドリングなどの基礎理論にもなっている。。

### ヘクシャー・オリーン・モデル
スウェーデンの経済学者ヘクシャーのアイデアを同じスウェーデンのオリーンが発展させ、サミュエルソンが定式化した。そのため、ヘクシャー・オリーン・サミュエルソンの理論(HOS理論)と称されることもある。HO理論の重要な定理は、ヘクシャー・オリーンの定理、要素価格均等化定理、リプチンスキーの定理、ストルパー＝サミュエルソンの定理の4つである。これらは、すべて生産要素の賦存比率に注目している。この理論の中心的な仮定は、世界各国が同一の生産関数をもつことである。

#### 特殊要素理論（ヘクシャー・オリーン・ヴァネク理論）
複数の生産要素のうち、一要素が一部門のみに投入されるモデル。Jones(1971)が資本・労働・土地の3要素モデルにおいて、土地は一部門(農業)の生産にのみ投入されると想定したものが原型である。ある要素が部門間を移動しない想定、ある要素が国超えて移動する想定の場合も特殊要素モデルと呼ばれる。
ヤロスラヴ・ヴァネクは、HOモデルを多数要素・多数財・多数国の場合に拡張した。これはHOVモデルと呼ばれる。ただし、多数要素・多数財の生産関数を一般形で推定するのではなく、通常、世界各国は同一のレォンティエフ型の投入係数行列をもつと仮定される。このモデルでは、最終財の貿易は生産要素の交換と解釈される。

### 新貿易理論
KrugmanやHelpmanら創設した新貿易理論では、産業組織論の視点を取り入れた産業内貿易の分析が可能なった。クルーグマンは、産業内貿易の可能性を説明するものは収穫逓増のみであるとしたが、Davisは「産業内貿易には、簡単にいえば、収穫逓増は必要ない」と指摘している。塩沢由典も同様の指摘を行い、クルーグマンの理論は強い対称性の仮定に依存するもので、一般性がないと批判している

### 新々貿易理論
この理論をさらに発展させたのがMelitz, Antràsらであり、彼らは産業の中での個々の企業の異質性に着目し、国際経済におけるそれらの企業の行動を契約理論のツールを用いて分析している。新貿易理論の分析対象が産業であったのに対して、分析対象を個々の企業にまで焦点を絞ったのが新新貿易理論である。

### 重力理論
ニュートンの万有引力の法則に習って、2国の間には空間的・歴史的に定められた固有の距離があり、二国間の貿易量はこの距離(の2乗)に反比例すると説明する。統計データとの高い適合性をもつと主張される。

### フラグメンテーション理論
フラグメンテーションは、グローバル化の進展とともに、近年注目されている国際貿易現象。1990年代の情報通信費用・輸送費用の低廉化と中国・インドなどの政策転換(改革開放、経済自由化)などの環境変化が強い誘因となった。実証研究は進んでいるが、理論的枠組みはあまり発展していない。
フラグメンテーションは、従来一貫して行なわれてきた生産過程を、国を越えて生産・貿易するようになることである。類似の概念にアウトソーシング、グローバル・ソーシング、中間財貿易、投入財貿易などがある。立場は違うが、日本では同様の現象を古くから加工貿易の概念で捉えてきた。加工貿易は、もともと生産の一部を分担・特化することをいう。アウトソーシングされた国での生産が加工貿易の一形態(委託加工生産)となる。

## 貿易の利益
貿易の利益が発生するメカニズムには、次のようなものがある。これらは排他的なものではなく、同時に複数のメカニズムが作用している可能性がある。理論によって、注目している貿易の利益のメカニズムが違うことに注意する。

### 技術の違い
2国の生産技術に違いがあるとき生まれる貿易の利益。最初にデヴィッド・リカードが考察した。
リカードの理論は、ライオネル・マッケンジー、ロナルド・ジョーンズなどにより多数国・多数財に拡張された。ドーンブッシュ、フィッシャー、サミュエルソンの三人は2国で財の数(種類)が無限に大きい場合(連続濃度)場合のモデルを構築した。

### 要素賦存比率の違い
2国の間の要素賦存量(たとえば、労働と資本の存在比率)に違いがあるとき生まれる貿易の利益。エリ・ヘクシャーの考えを受けてベルティル・オリーンが説明、ポール・サミュエルソンが定式化した。HOS理論ともいう。
ある要素がある国にのみ存在する場合の理論は、特殊要素モデルと呼ばれる。ヤロスラヴ・ヴァネクは、国際貿易は、製品に体化された賦存要素の交換であると考えて、HOS理論を改善し、HOVモデルを提出した。

### 収穫逓増の存在
生産が収穫逓増であるとき、2国の各企業が特定の財に特化するとき生まれる利益。ポール・クルーグマンが産業内貿易の存在理由を説明するのに用いた。収穫逓増による利益は、国内経済でもひろく観察される。固定設備が存在するとき、生産容量まで比例的費用で財が生産されるとき、一般に収穫逓増が認められる。

### 中間財貿易による利益
旧来のリカード理論やHOS理論では、貿易される財は完成財に限定されていた。ポール・サミュエルソンは、中間財(投入財ともいう)を貿易することにより大きな貿易の利益が得られることを指摘し、これをスラッファ・ボーナスと名づけた。現在の世界貿易に占める中間財の割合は上昇しており、これは中間財貿易の利益によると考えられる。中間財貿易の利益は、加工貿易や三角貿易、オフショア貿易、グローバル・サプライ・チェーンの展開などの説明原理と考えられる。

### 競争の激化による利益
貿易により外国企業のと競争が強まり、結果としてマークアップ率が低下、製品価格が低下する(消費者にとっての利益)。独占的競争による利益の一つとしてポール・クルーグマンが指摘した。

### 多様性の増大による利益
産業内貿易により、同一財の製品多様性が増大することによる利益。エルヘイナン・ヘルプマン、ポール・クルーグマン、ケルヴィン・ランカスターなどが注目した。

### 生産性改善の利益
中間財を輸入・投入することによる企業の生産性の向上による利益。ポール・ローマーやグロスマン＆ヘルプマンらは、中間財投入の範囲拡大が成長の原動力になると考えた。ただし、これは中間財貿易の利益と同じことである。
ロバート・フィーンストラは、またメリッツらの新々貿易を引用して、貿易に従事する企業はそうでな企業より生産性が高いので、貿易の自由化は生産性の低い企業を排除することによる生産性向上が望めるとしている。これは競争の激化による利益の一種であろう。

## 諸理論の関連と比較

### リカード理論とHO理論との差異
リカード理論では、2国が異なる技術をもつので貿易が起こると説明する。これにたいし、HO理論は、2国の技術(生産関数)は同じであるが、生産要素の賦存比率が異なるので貿易が起こると説明する。多くの教科書では、貿易の起源の二つの場合と説明するが、一部の研究者は、二つは理論体系の違いによると説明している。

### リカード理論に関する解釈
リカードの貿易理論およびリカード型の貿易理論は、基本的には古典派経済学に基づいている。国際経済学および国際貿易論の教科書の多くは、新古典派経済学の立場から解説されている。そのため、リカード系貿易理論については新古典派的に解釈された説明がなされている場合がある。

### HO理論への批判
HO理論は、比較優位の思想、実証的な裏付けの乏しさや反例、適応可能範囲などに問題点があるとして批判されている。

## 政策
貿易理論を研究する経済学者は経済政策提言や論争に昔から最も深く関わってきた一団である。貿易という問題自体が国家間や人々にとって論争になり易いという側面も深く関わっている。

## 主導的研究者
- デヴィッド・リカード
- エリ・ヘクシャー
- ベルティル・オリーン
- ポール・サミュエルソン
- ジャグディッシュ・バグワティ
- アビナッシュ・ディキシット
- ポール・クルーグマン
- エルヘイナン・ヘルプマン（英語版）
- ジーン・グロスマン
- マーク・メリッツ
- ポル・アントラス（英語版）

学術団体については、1951年4月21日、日本商業学会が慶應義塾大学教授向井鹿松を初代会長として設立された。